# Ham-les-Moines
Ham-les-Moines är en kommun i departementet Ardennes i regionen Grand Est (tidigare regionen Champagne-Ardenne) i nordöstra Frankrike. Kommunen ligger  i kantonen Renwez som ligger i arrondissementet Charleville-Mézières. År 2022 hade Ham-les-Moines 360 invånare.

## Befolkningsutveckling
Antalet invånare i kommunen Ham-les-Moines
Referens: INSEE